# Siempre que llovió, paró
"Siempre que llovió, paró" es una obra teatral escrita por el autor argentino Marcelo Ramos estrenada en 1996. El elenco original estuvo encabezado por Luis Brandoni  (a la vez, director de la pieza), Marta Bianchi,  Lydia Lamaison, Alicia Aller y  Miguel Habud, entre otros.

## Sinopsis
La obra -que se balancea entre la comedia vodevilesca y la farsa absurda- cuenta la historia de una extravagante familia de clase acomodada en decadencia. Teniendo como eje del grupo al Padre (eternamente a la espera de una llamada telefónica que les solucionaría la vida), los miembros de la familia -cada uno a su manera- tratarán de salvarse como les sea posible, o imposible.

## Reparto
Raúl Fuentes: Luis Brandoni
Beba:  Marta Bianchi
Abuela:  Lydia Lamaison
Condesa:  Alicia Aller
Centurión:  Gogó Andreu
Purificación: Claribel Medina
Nico: Miguel Habud
Raulito: Roberto Antier
Jessica: Hugo Grosso
Tito:  Carlos Pamplona

## Comentarios
Rafael Granados en “Clarín” escribió:
“Una historia con pasajes muy divertidos y solventes actuaciones… En la corta carrera del joven dramaturgo Marcelo Ramos, “Siempre que llovió paró” revela una ductilidad autoral notable… Ramos armó una comedia que apunta al puro entretenimiento, inteligente sin dudas, y con pasajes realmente muy divertidos… su capacidad para construir historias permanece intacta”. 
Amalia Cuestas en “Buenos Aires Herald” opinó:
“La eficaz comedia de Marcelo Ramos se mueve dentro del terreno del absurdo, arrancando risas del principio al fin… “Siempre que llovió paró” es entretenimiento directo pero del bueno: una visión interior de una familia que no es exactamente adicta al trabajo”.